# Хунген
Хунген (на немски: Hungen; "Die Schäferstadt") е град в окръг Гисен в Среден Хесен, Германия, с 12 471 жители (2015).
Намира се на 20 km югоизточно от Гисен и на 18 km североизточно от Фридберг. Граничи на изток с град Нида и на запад с град Лих.
Соменат е за пръв път в документ на 28 юли 782 г. като "Hoinge" или "Houngun" като дарение на император Карл Велики на манастир Херсфелд. На 20 април 1361 г. получава права на град от император Карл IV.
През 1806 г. е към Великото херцогство Хесен.